# Coat-Méal
Coat-Méal (en bretó Koz-Meal) és un municipi francès, situat a la regió de Bretanya, al departament de Finisterre. L'any 2006 tenia 934 habitants. El consell municipal ha aprovat la carta Ya d'ar brezhoneg.

## Demografia
| 1962                                       | 1968 | 1975 | 1982 | 1990 | 1999 |
| ------------------------------------------ | ---- | ---- | ---- | ---- | ---- |
| 481                                        | 456  | 508  | 632  | 669  | 737  |
| Des de 1962: població sense dobles comptes |      |      |      |      |      |

## Administració
| Període | Identitat           | Partit |
| ------- | ------------------- | ------ |
| 2008-   | Marie-Louise Jaouen |        |